# Gunjaci (Osečina)
Pour les articles homonymes, voir Gunjaci.
Gunjaci (en serbe cyrillique : Гуњаци) est une localité de Serbie située dans la municipalité d’Osečina, district de Kolubara. Au recensement de 2011, elle comptait 1 110 habitants.
Gunjaci est officiellement classé parmi les villages de Serbie.

## Démographie
| 1948  | 1953  | 1961  | 1971  | 1981  | 1991  | 2002  | 2011  |
| ----- | ----- | ----- | ----- | ----- | ----- | ----- | ----- |
| 2 089 | 2 113 | 2 003 | 1 923 | 1 751 | 1 503 | 1 359 | 1 110 |

|  |